# Santuario di Nostra Signora dell'Agostina
Il santuario di Nostra Signora dell'Agostina è un luogo di culto cattolico situato nella parrocchia di Valdipino, nel comune di Riccò del Golfo di Spezia, in provincia della Spezia. La chiesa è posizionata a circa 300 metri sul livello del mare in posizione isolata, immersa tra la vegetazione boschiva.

## Storia e descrizione

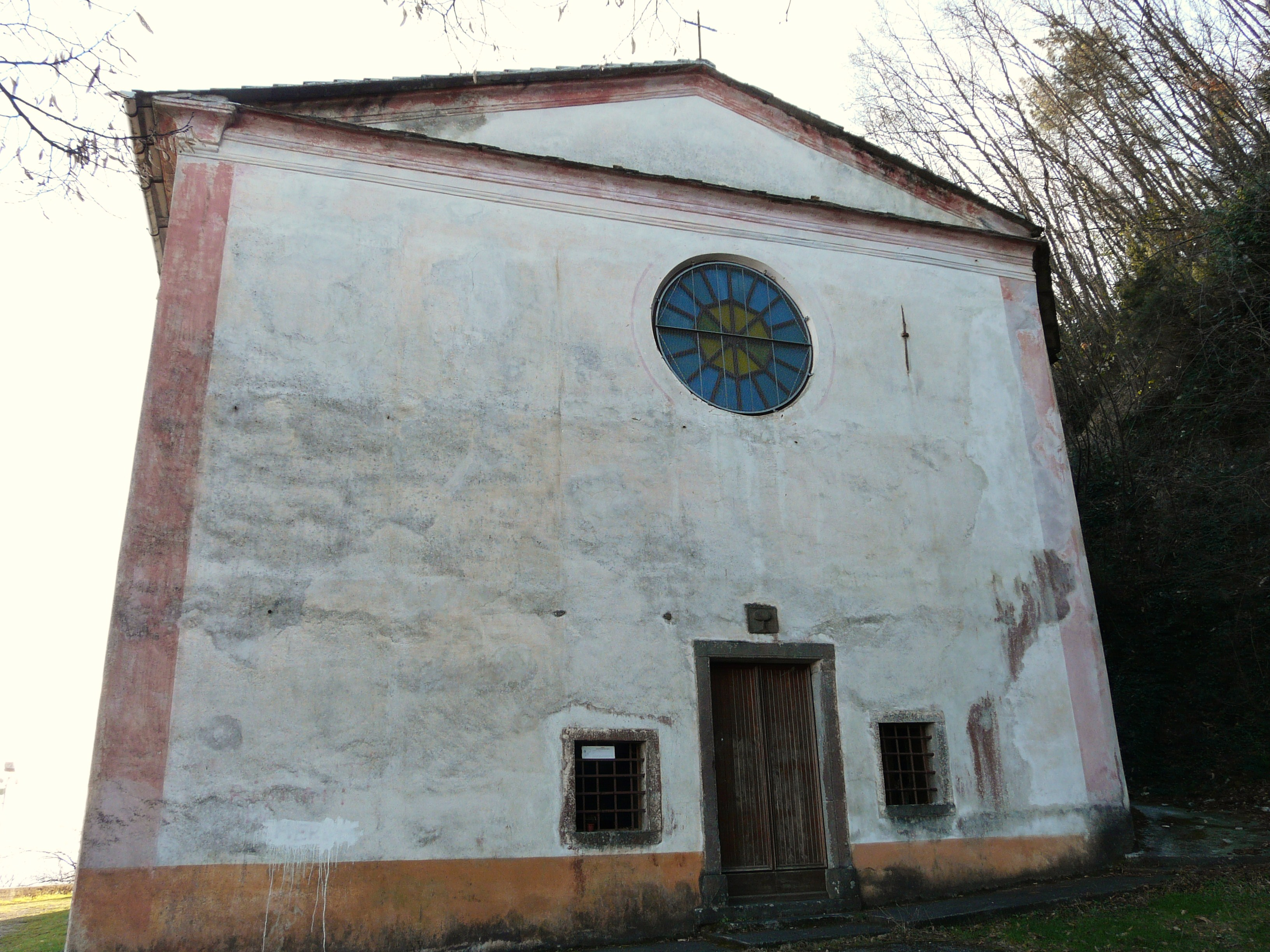
La facciata del santuario

A volere un primo luogo di culto fu Agostina Bernabone, vedova di Giovanni Maria Mazaschi e nativa del borgo di Vadipino, che proprio per volontà testamentarie del defunto coniuge ereditò, nel 1528, una porzione boschiva nella località "Tra la costa", sopra la piana del torrente Riccò, nella podesteria di Ponzò. Il 10 Maggio 1531 la stessa Agostina, recatasi nel bosco, venne attirata da un bagliore proveniente da un castagno; avvicinatasi, vi trovò un quadretto raffigurante la Vergine con il Bambino. Portò a casa l'immagine, ma, il giorno dopo, la ritrovò nello stesso punto della prima apparizione. Il fatto venne interpretato come un segno della volontà della Madonna, che desiderava che in quel luogo sorgesse una chiesa, edificata in pochi mesi dalla popolazione e intitolata alla Madonna di Loreto.
Nel 1532 la donna fece richiesta alla diocesi di Luni-Sarzana di usufruire del diritto di patronato che, tra le varie concessioni, permetteva alla donna, e quindi ai suoi eredi, la scelta di nomina di un cappellano e di amministrarne gli eventuali beni derivanti dalle offerte e donazioni.
Ciò causò una sorta di invidia al locale parroco di Santa Croce in Riccò, don Bartolomeo Costa, forse anche per il sempre crescente numero di fedeli diretti all'oratorio, e quindi delle relative donazioni nelle casse della famiglia Mazaschi, tanto che il prete decise di sporgere una formale denuncia al vescovo sarzanese. La questione legale e spirituale tra il religioso di Riccò e Agostina Bernabone fu ampiamente dibattuta a Genova - sede scelta dalla Santa Sede con la nomina del delegato Antonio Carrega, canonico della chiesa metropolitana genovese - con interminabili interrogatori, testimonianze, denunce e contro denunce, processi, sentenze e relativi appelli.

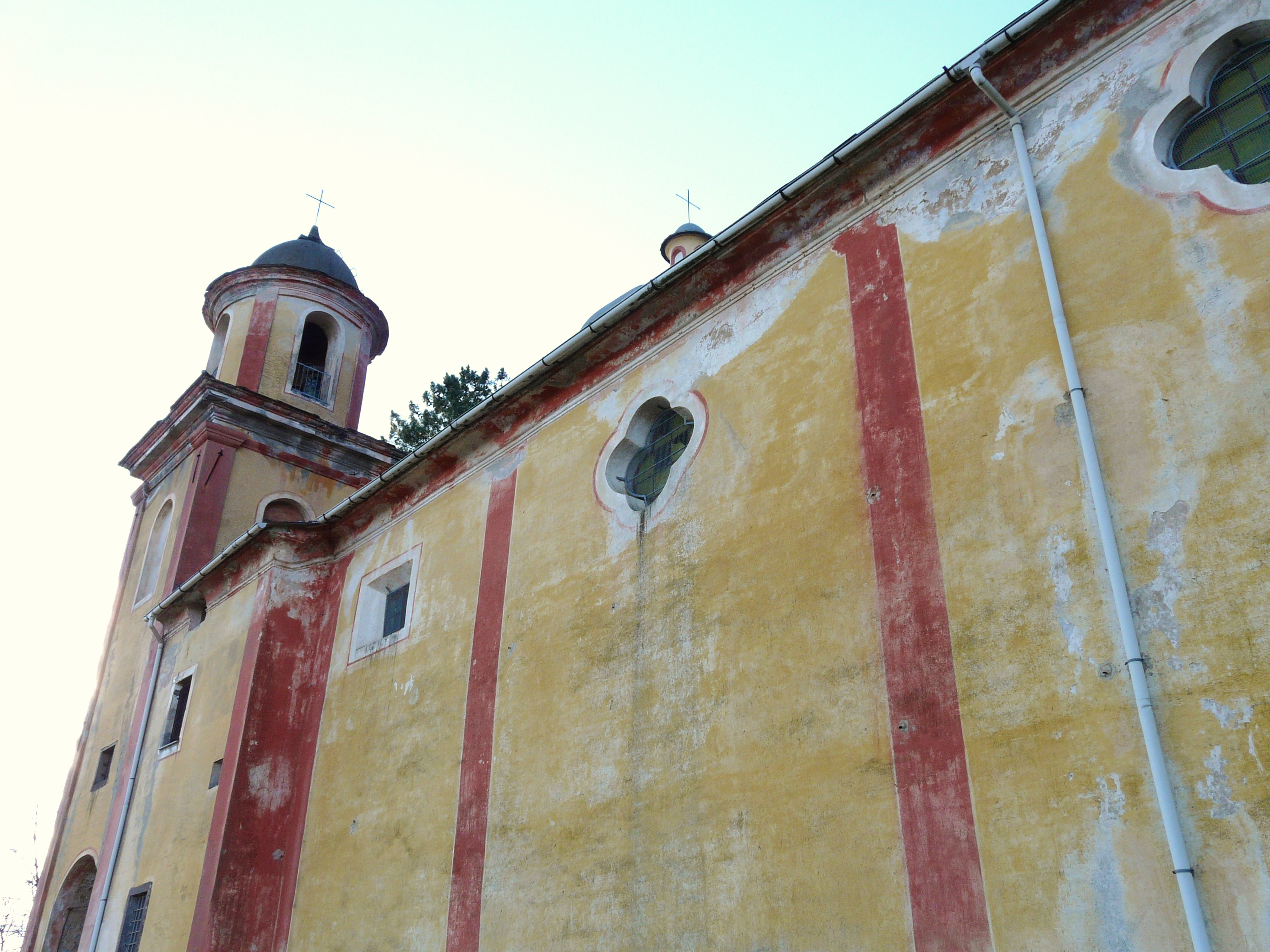
Parte della struttura e del campanile

La sentenza definitiva arrivò dopo ben cinque anni di dibattimenti e diede pienamente ragione ai diritti acquisiti e concessi dal vescovo sarzanese ad Agostina e all'unico figlio Bartolomeo. Da allora il luogo di culto è conosciuto semplicemente come "chiesa o santuario dell'Agostina" e tale denominazione è stata tramandata sino ad oggi, offuscando, involontariamente, la primaria intitolazione alla Madonna di Loreto.
Con la morte di Agostina Bernabone il patronato passò al figlio Bartolomeo e quindi ai due figli Antonio (deceduto prematuramente senza eredi) e Giovanni Maria Mazaschi. Quest'ultimo, presi i voti, fu vice rettore dal 1568 al 1570 della parrocchiale di San Giovanni Battista in Valdipino e amministratore della "chiesa dell'Agostina" fino al 1606 quando, per motivi sconosciuti, decise di rinunciare ai diritti di patronato in favore della locale confraternita di San Michele Arcangelo e di trasferirsi a Lumarzo, in provincia di Genova e nell'allora arcidiocesi di Genova, dove fu nominato parroco della chiesa di Santo Stefano in Pannesi nello stesso anno.
Con la cessione alla confraternita, formalmente dal 1607, il piccolo luogo di culto conobbe un nuovo slancio architettonico: la primaria struttura venne infatti quasi demolita con l'aggiunta di un nuovo fabbricato che diede vita ad una chiesa a due navate di forma e dimensioni uguali. Tra il 1701 e il 1750 avvenne una nuova rivisitazione dell'edificio, che definitivamente assunse le forme e i volumi odierni, con la commissione di un nuovo altare marmoreo (sullo stile di quello del santuario di Nostra Signora di Soviore a Monterosso al Mare), e del rifacimento del pavimento, del coro, del campanile e relative campane.
Un episodio scritto nei registri parrocchiali locali riporta che durante la Guerra di successione austriaca nel 1746, La Spezia fu occupata per molti mesi; un gruppo di soldati austriaci arrivò sino a Casella, saccheggiando e devastando tutto quello che trovava lungo il suo cammino. In quella disperazione, la popolazione della Spezia si rivolse alla Madonna dell’Agostina per avere la protezione ed elevò la chiesa a suo santuario. Cacciati i soldati nemici, si fece una grande processione di ringraziamento al santuario alla quale parteciparono un’infinità di persone provenienti dalla città e dalle valli limitrofe.
Papa Pio VI il 25 maggio 1784 concesse l'indulgenza plenaria ai pellegrini che nel giorno dell’Ascensione fossero saliti al santuario.